# Gleb Jevgenyjevics Lozino-Lozinszkij
Gleb Jevgenyjevics Lozino-Lozinszkij (oroszul: Глеб Евгеньевич Лозино-Лозинский; Kijev, 1909. december 25. – Moszkva, 2001. november 28.) orosz–ukrán származású szovjet gépészmérnök, repülőgép-tervező, az NPO Molnyija vezetőjeként a szovjet űrrepülőgép-program egyik irányítója volt.

## Élete
Nemesi családban született Kijevben. Az akkori szokások szerint születésének pontos dátumát hivatalosan nem jegyezték be, Lozino-Lozinszkij az 1909. december 25-i dátumot tartotta születésnapjának. Később a család Kremencsukba költözött, ahol az apa ügyvédként dolgozott. Az 1917-es forradalmat követően ott végezte el az általános iskolát, melyet egyből a 7. osztályban kezdett. Ezután ipari iskolában tanult, ott esztergályos képesítést szerzett. 1926-ban felvették a Harkovi Műszaki és Gépipari Főiskolára, ahol 1930-ban végzett és kapott gépészmérnöki oklevelet. Az egyetem után a Harkovi Turbinagyárban (ma: Turboatom) dolgozott.

### Korai munkássága
1932-ben átment a Harkovi Repülési Főiskolára, ahol a kísérleti labor mérnökeként dolgozott. Ott került közelebbi kapcsolatba a repüléssel. Részt vett az Arhip Ljulka által 1937–1939 között a harkovi főiskolán tervezett és megépített első szovjet gázturbinás sugárhajtómű, az RTD–1 fejlesztési munkálataiban. 1939-ben Leningrádba költözött, ahol a kazánokkal és turbinákkal foglalkozó központi kutatóintézet munkatársa lett. Leningrádi tartózkodása idején Ljulkával együtt tovább dolgozott repülőgépmotorok és sugárhajtóművek tervein.

### A Mikojan-tervezőirodánál
1941-ben lett az Artyom Mikojan vezette tervezőiroda munkatársa. Részt vett Mikojan mellett a korai szovjet sugárhajtású repülőgépek fejlesztésében. Elsősorban a repülőgépek hajtóműveiért volt felelős, de ő irányította több MiG-vadászrepülőgép sorozatgyártásának a megszervezését is. Fontos szerepet játszott a MiG–19, a MiG–21 és a MiG–25 tervezésében és fejlesztésében.
1965-ben Lozino-Lozinszkij vezetésével kezdődött el az OKB–155 tervezőirodában az egyik korai szovjet űrrepülőgép-program, a Szpiral részére készülő többször felhasználható űrrepülőgép, a MiG–105 fejlesztése. Az űrrepülőgépet egy 6 Mach sebességig gyorsuló repülőgépen szállították volna nagy magasságba, ahol a Szpiral egy gyorsítórakétával emelkedik tovább. A gép prototípusa elkészült ugyan, és több légköri próbarepülést végeztek vele, a Szpiral-programot 1972-ben felfüggesztették.
Az 1970-es évek elején Lozino-Lozinszkij Artyom Mikojan helyetteseként dolgozott az OKB–155 tervezőirodánál. 1971-ben a MiG–31 elfogó vadászrepülőgép fejlesztési programjának élére főkonstruktőrnek nevezték ki, 1972-től pedig a MiG–29 vadászrepülőgép fejlesztésében is részt vett.

### Az NPO Molnyija élén
Az amerikai Space Shuttle hatására a szovjet vezetés a Szpiral-program helyett az amerikaihoz hasonló űrsikló megvalósítását támogatta. Ezért 1976-ban a Molnyija tervezőiroda, a Burevesztnyik tervezőiroda és a Mjasziscsev vezetése alatt álló Kísérleti Gépgyár (EMZ) összevonásával létrehozták a Molnyija Tudományos Termelési Egyesülést (NPO Molnyija), melynek vezetésével az űrrepülőgépek terén korábban már tapasztalatokat szerzett Lozino-Lozinszkijt bízták meg. Ő volt a vállalat vezérigazgatója és a főkonstruktőre. Lozinszkij a Space Shuttle-hoz hasonló űrrepülőgép, a későbbi Buran fejlesztését kezdte el. A rendszer másik fő elemét, az Enyergija hordozórakétát az NPO Enyergija vállalat fejlesztette.
A Buran–Enyergija-rendszerrel 1988. november 15-én hajtották végre az első és egyetlen űrrepülést. Az 1980-as évek végének szovjet gazdasági válsága miatt a Buran program leállt. Az NPO Molnyija vállalatnál azonban ebben az időben egy újabb űrrepülőgép-rendszer kifejlesztését kezdték el Lozino-Lozinszkij vezetésével. A MAKSZ többször felhasználható, repülőgépről indítható űrrepülőgép terve azonban nem jutott el a megvalósulásig.
Lozini-Lozinszkijt 1950-ben és 1952-ben Állami díjjal, 1962-ben Lenin-renddel tüntették ki. 92. születésnapja előtt alig egy hónappal, 2001-ben halt meg.